# Kabuto (elmo)
Il kabuto (兜, 冑?) è l'elmo dello yoroi, l'armatura medievale giapponese tipica dei samurai. Realizzato in lamine di cuoio/ferro connesse da rivetti e lacci, era chiuso sul volto da una maschera, il menpo.
Spesso sugli elmi veniva portato un emblema, il Mon o il Komon, che era un vero e proprio marchio registrato con tanto di permesso governativo, che distingueva le varie famiglie.

## Costruzione
Molti elmi, ad esempio i Kawari Kabuto, hanno forme fantasiose che spesso sono ispirate da oggetti sacri o elementi della natura (tra cui draghi, animali, frutti); questi ornamenti erano in voga dal periodo Momoyama al periodo Edo.

## Tipologie
Esistono molti tipi di Kabuto:
- Eboshi kabuto
- Gomai kabuto: usato tra il XI ed il XIII sec.
- Hoshi kabuto: usato tra il X ed il XIX sec.Ô boshi Variante (con ampio coppo) dello Hoshi kabuto in uso dal XIII al XV sec.
- Kawari kabuto
- Kimen kabuto
- Momonari kabuto: in uso dal XVI sec.
- Sanmai kabuto
- Sujibachi kabuto: in uso dal XVI sec.

Il kabuto inoltre può essere visto il 5 maggio, festa nazionale dedicata ai bambini (こどものひ), considerato di buon auspicio per i bambini, i quali devono crescere sani e forti come guerrieri.